# Chloroscirtus simplex
Chloroscirtus simplex är en insektsart som beskrevs av Morgan Hebard 1924. Chloroscirtus simplex ingår i släktet Chloroscirtus och familjen vårtbitare. Inga underarter finns listade i Catalogue of Life.